# Étienne Bourgois
Pour les articles homonymes, voir Bourgois.
Étienne Bourgois, né le 2 décembre 1960 à Paris, est le fils de l'éditeur Christian Bourgois et de la styliste Agnès Troublé dont il dirige la marque, agnès b. Il est père de sept enfants.
Il entre dans l'entreprise de sa mère le 1er octobre 1979, à l'âge de 19 ans. Il occupe différentes positions au sein de la société jusqu'en 1986, année où il prend la direction générale de l'entreprise. A ce poste, Étienne Bourgois a notamment développé les activités à l'échelle internationale : le groupe agnès b. représente aujourd'hui un chiffre d'affaires de plus de 285 millions d'euros et emploie 2 200 personnes réparties dans 10 filiales à travers le monde (chiffres 2017). Le groupe est notamment très bien implanté au Japon et en Asie. 
En hommage à la passion familiale pour la mer, Étienne Bourgois et Agnès Troublé acquièrent en 2003 l’ancien navire de Jean-Louis Étienne (alors baptisé Antarctica) puis du navigateur Sir Peter Blake (alors appelé Seamaster), qu’ils renomment « Tara ». Comme leurs prédécesseurs, ils en font un laboratoire scientifique flottant au service de la protection de l’environnement marin. L’objectif est d’observer, étudier et comprendre l’impact du changement climatique et des crises écologiques sur l’océan, afin de mieux le protéger. En 2016, Agnès Troublé et Etienne Bourgois créent la Fondation Tara Océan, consacrée à l’océan, et lui font don de la goélette.
En 2021 Étienne Bourgois est nommé officier de l'Ordre national du mérite. En 2017, il est également nommé chevalier de la légion d'honneur. Il est membre du conseil de direction de la Fédération de la haute couture et de la mode.  